# Willy Klein
Willy Klein (* 11. Oktober 1912 in Düdelingen; † 15. Juli 2004 ebenda) war ein luxemburgischer Kunstturner.

## Biografie
Willy Klein startete bei den Olympischen Sommerspielen 1936 in Berlin. Er nahm an allen Turnwettkämpfen teil. Sein bestes Einzelresultat gelang ihm mit dem 90. Rang im Sprung. Mit der luxemburgischen Delegation belegte er im Mannschaftsmehrkampf den 12. Platz.